# Arraiolos (freguesia)
Arraiolos is een plaats (freguesia) in de Portugese gemeente Arraiolos en telt 3 549 inwoners (2001).